# Плавание животных
Плавание животных — способ передвижения (локомоция) биологических организмов (беспозвоночных, членистоногих, рыб, млекопитающих, некоторых видов птиц) в водной среде.

## Медузы

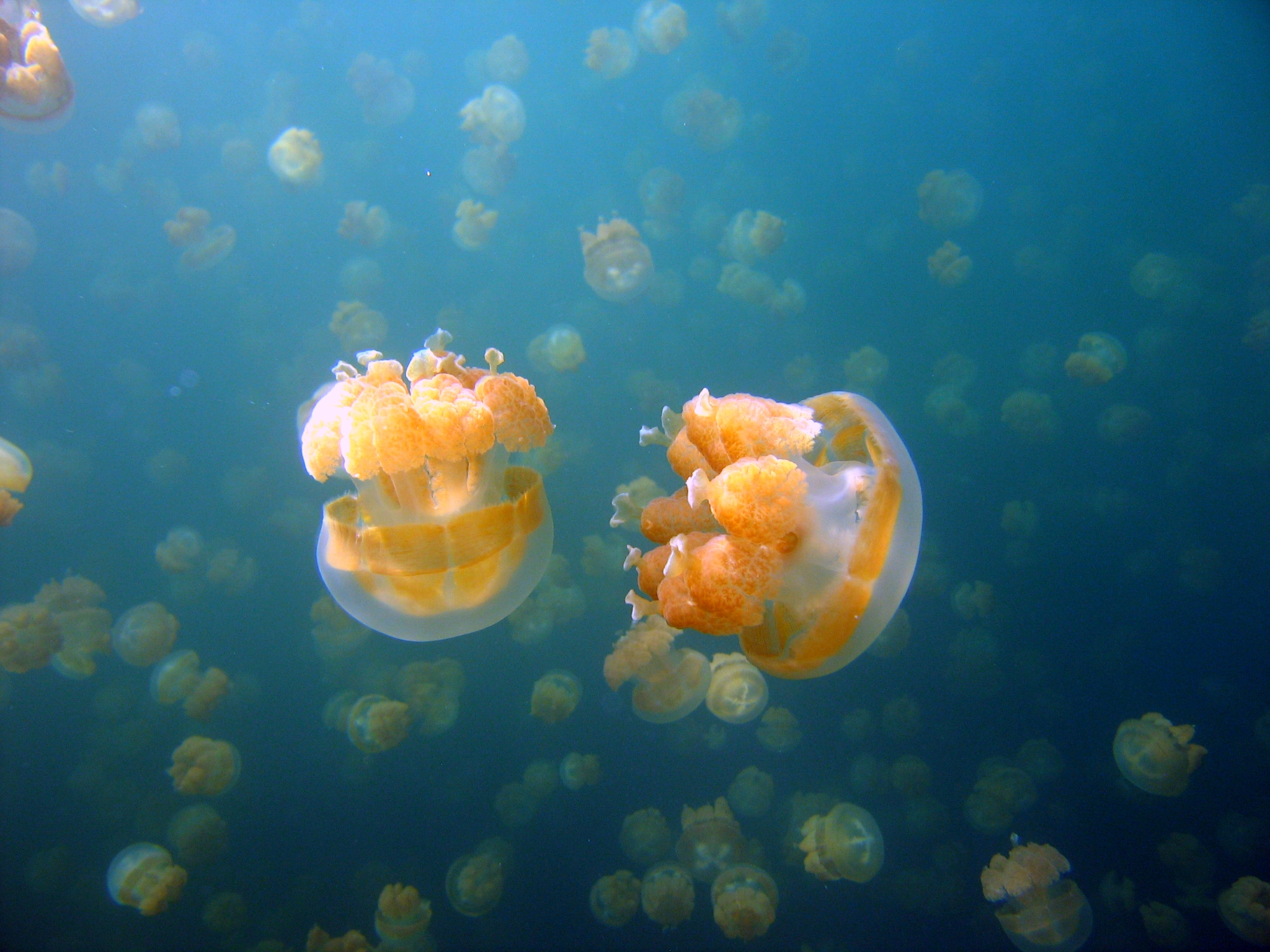
Сцифомедузы из отряда корнеротов (Rhizostomeae).

Все медузы — свободноплавающие, хотя многие из них чаще всего движутся в воде пассивно, вместе с течением (на поверхности — также под воздействием ветра), почти не затрачивая при этом собственной энергии.
Для целенаправленного изменения положения в вертикальной плоскости медузы используют реактивный способ движения: вода выбрасывается из полости купола за счет сокращения его мускульных волокон, в результате чего медуза толчками поднимается и опускается в толще воды.

## Рыбы

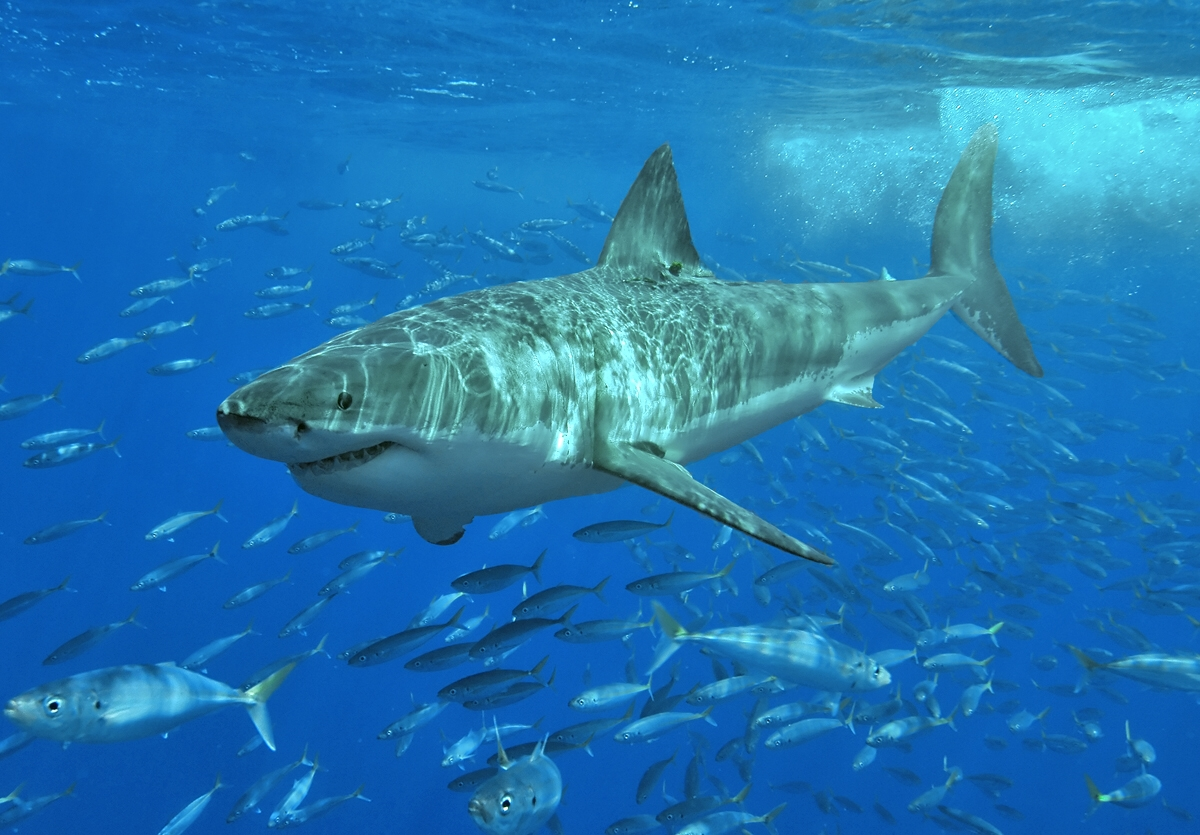
Белая акула у берегов острова Гуадалупе (Мексика)

В ходе эволюции у рыб развилась специфическая опорно-двигательная система, позволяющая им осуществлять движения и корректировать своё положение в окружающей среде.
Движущая сила при плавании рыб вырабатывается плавниками — парными грудными и брюшными, а также спинным, анальным и хвостовым. Присоединённые к плавникам мышцы могут разворачивать или свёртывать плавники, изменять их ориентацию или генерировать волнообразные движения. У большинства рыб основным генератором движения является хвостовой плавник.
Плавание рыб осуществляется благодаря сокращению мышц, которые объединены сухожилиями с позвоночником. Сокращение мышц, передающееся на позвоночник, побуждает его к волнообразному движению — по всей длине тела, или лишь в хвостовом отделе. Мускулатура рыб представлена двумя типами мышц. «Медленные» мышцы (красного цвета) используются при длинном монотонном плавании, благодаря постоянному насыщению кислородом они могут долго не утомляться. В отличие от них, «быстрые» белые мышцы способны к быстрому внезапному сокращению. Они используются при быстрых внезапных рывках, при этом могут генерировать бо́льшую, чем красные мышцы мощность, но быстро утомляются.

## Головоногие

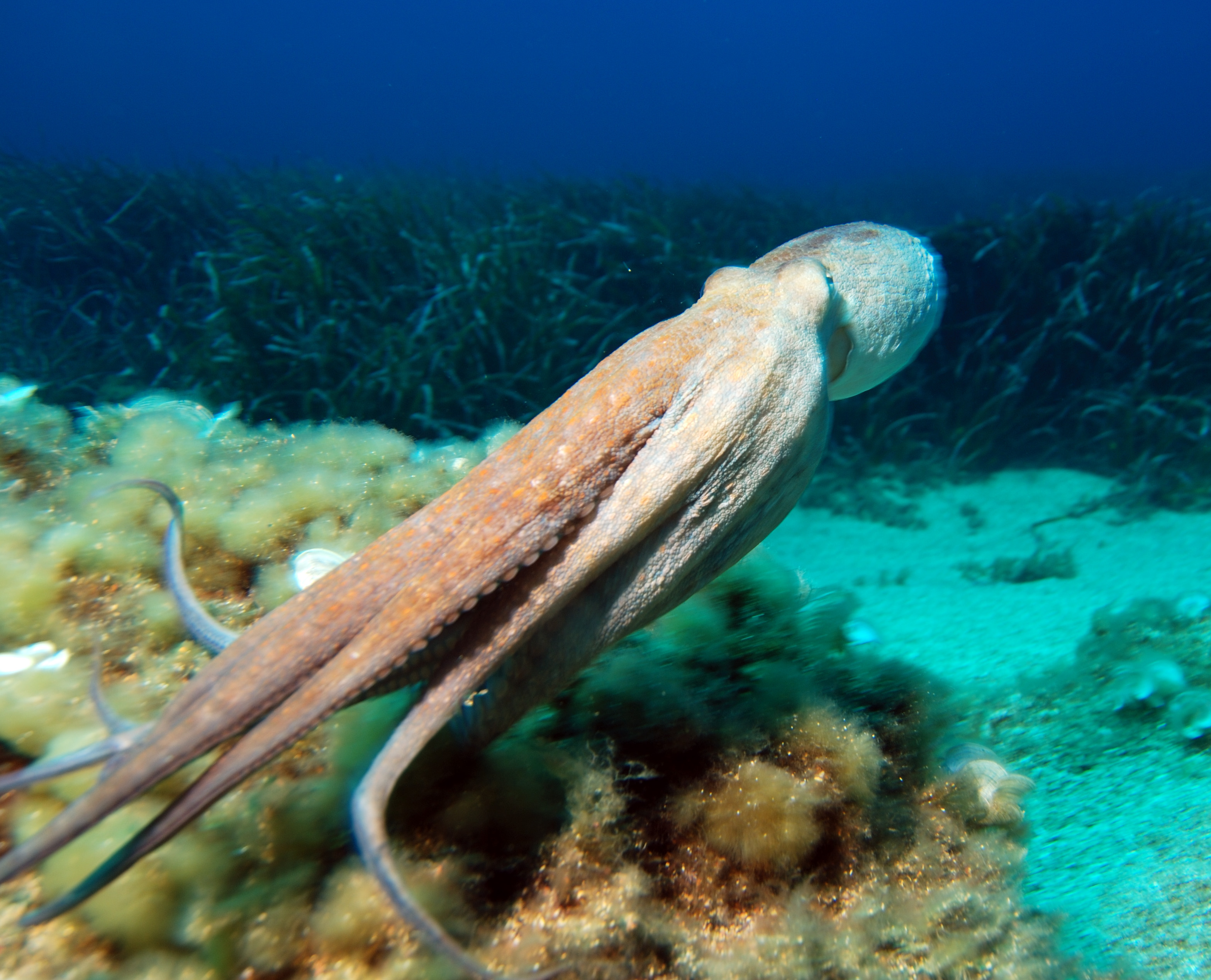
Осьминог

Большинство головоногих (спруты, каракатицы, кальмары) способны использовать для движения реактивную струю воды, которую они выпускают из мантийной полости через воронку. Насыщенная кислородом вода поступает в мантийную полость через жабры и выводится из организма мускульными сокращениями мантийной полости по завершении дыхательного цикла.
Тем не менее подобный способ передвижения требует гораздо бо́льших затрат энергии, чем тот, который используют рыбы (у них основным источником движущей силы являются волнообразные движения хвостового плавника). Сравнительная эффективность реактивного способа передвижения ещё более снижается с повышением массы животного. В ходе борьбы между головоногими и рыбами за источники пищи, в которой выживал наиболее быстрый, реактивный способ передвижения постепенно стал играть второстепенную роль (источника мгновенного ускорения или остановки при нападении на добычу или, наоборот, при необходимости скрыться от более крупного хищника), в то время как для поддержания постоянной скорости движения используются плавники и щупальца.
Использование реактивного способа ускорения делает головоногих самыми быстрыми водными беспозвоночными, причём они способны обгонять большинство рыб.

## Земноводные

В процессе эволюции у лягушек развился подобный брассу стиль плавания.

## Млекопитающие
Многие млекопитающие, проводящие большую часть жизни в воде, прекрасно плавают и ныряют в поисках пищи в толще воды и на дне. Для многих из них характерно наличие плавательных перепонок между пальцами ног, густой мех, высокое расположение на голове глаз, ушей и ноздрей. Рулём при плавании и нырянии в воде обычно служит длинный хвост.
Полуводный образ жизни ведут такие насекомоядные, как, например, водяные землеройки (куторы), выхухоли, среди грызунов — южноамериканские капибары, нутрии, североамериканская ондатра, водяные крысы. Из грызунов лучшими пловцами считаются бобры. Они способны задерживать дыхание на 4—5 минут, проплывая при этом под водой 750 метров. Обыкновенный бобр за ночь может проплыть до 20 километров.
Из хищных млекопитающих, ведущих полуводный образ жизни, наиболее распространена выдра. Выдры живут в реках, озёрах и морях и водятся почти во всех частях света, за исключением Австралии и крайнего севера. Выдры вообще редко и ненадолго выходят из воды. Они великолепно плавают и ныряют и могут довольно долго оставаться под водой. Выдры хорошо приспособлены к водному образу жизни — их маленькие уши почти спрятаны в шерсти, ушные отверстия закрываются клапаном, пальцы до самых когтей соединены перепонками, череп выдры сильно уплощён и расширен в задней части, всё туловище покрыто густым коротким мехом. Как пишет А. Брэм, строение выдры «даёт ей возможность удивительно ловко плавать и нырять. У неё широкое вытянутое тело с короткими ногами, превращёнными почти в ласты, сильный хвост, служащий рулём, и гладкий мех… В светлой и прозрачной воде горных озёр можно видеть, как выдра гоняется за рыбой, то поднимаясь вверх, то уходя вглубь. Всё это она проделывает легко, без всякого напряжения, как бы играя. Место, где плавает выдра, нетрудно найти: когда она плывёт под водой, то на поверхности появляется масса воздушных пузырьков. Если бы выдре не нужно было выплывать на поверхность, чтобы подышать, то никакая рыба не могла бы спастись от её преследования. Зимою выдра охотится подо льдом, лазая в проруби и полыньи».

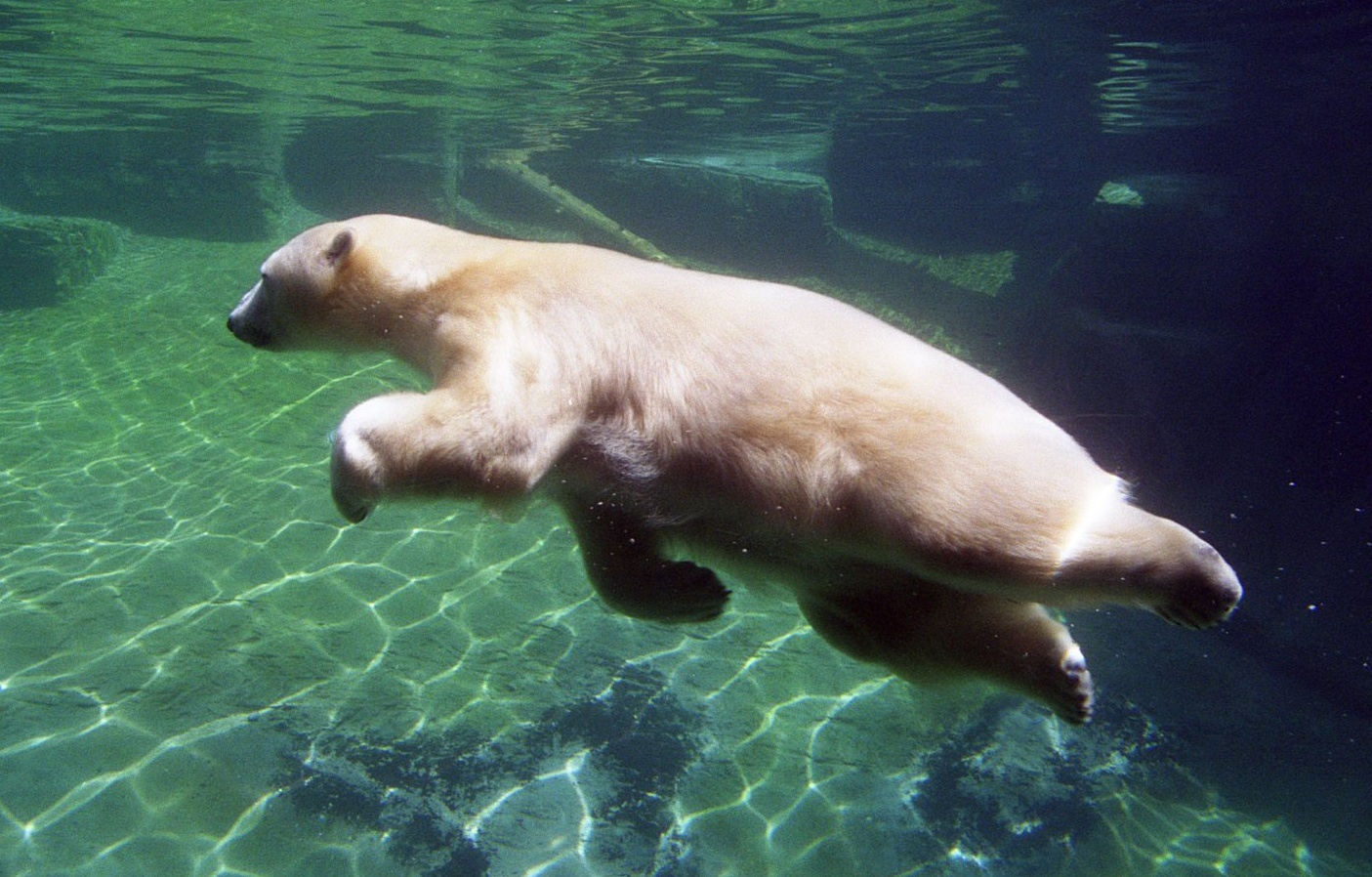
Полярный медведь

Очень выносливыми пловцами являются белые медведи, обитающие на плавучих льдах Северного Ледовитого океана. Они редко выходят на сушу и почти никогда не удаляются от воды. В воде белые медведи способны плавать часами, проплывая по 5 км/час. Их часто можно встретить в открытом море, вдали от берега и льдов. Эти звери прекрасно ныряют и умеют ловить рыбу. Замечая вдалеке лежащего на льдине тюленя, медведь бесшумно погружается в воду и подплывает к своей добыче против ветра. Тюлени обычно лежат вблизи отверстий или расщелин во льду, куда уходят при опасности. Медведь пользуется этим — он ныряет под лёд и снизу находит вход в тюленье убежище.

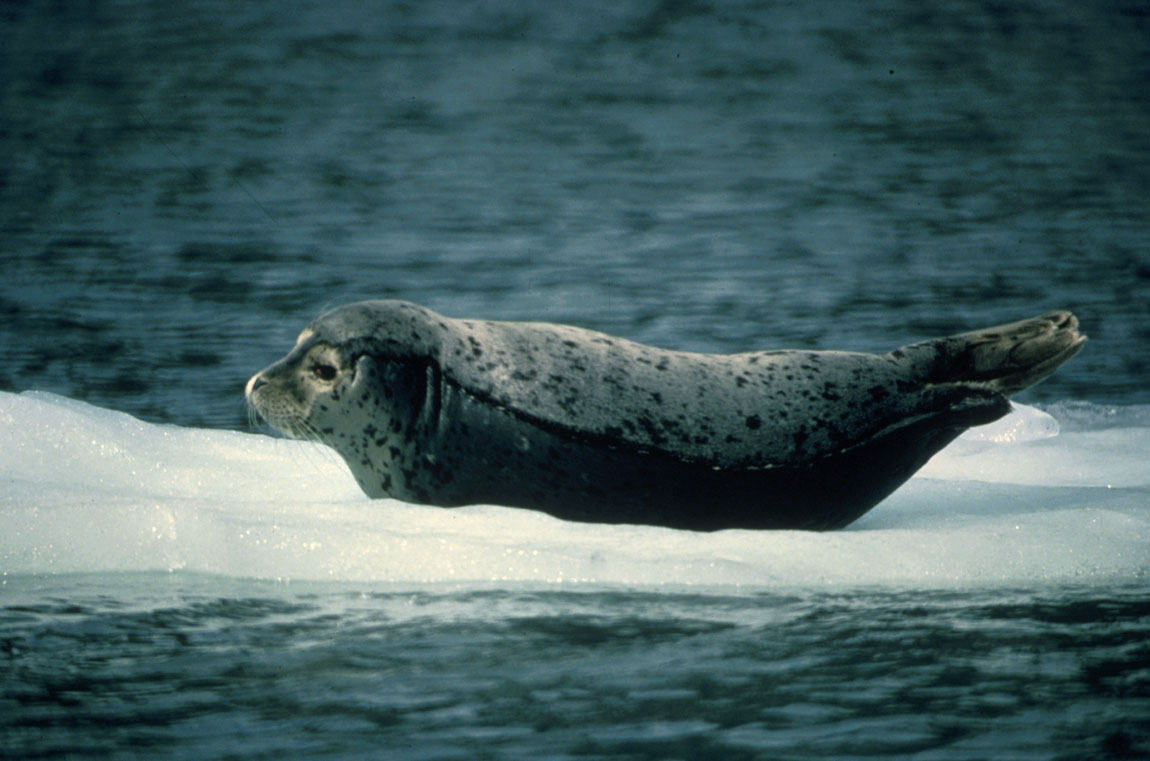
Тюлень обыкновенный

Хорошо приспособлены к жизни в воде ластоногие (моржи, ушастые тюлени и настоящие тюлени) — ближайшие родственники хищных млекопитающих. Их ноги — короткие и широкие ласты — похожи на плавники рыб. Пальцы ступней соединены между собой плавательной перепонкой. У некоторых ластоногих пальцы совершенно неподвижны, и границы их неразличимы при внешнем осмотре. Часть ластоногих при нахождении на суше переступает задними ластами, тогда как большинство видов их просто волочит. Попадая в воду, ластоногие движутся с чрезвычайной ловкостью, как рыбы — на боку, на брюхе и на спине, и даже задом вперёд, великолепно ныряют и делают всевозможные развороты. Вот, например, как описывает поведение сивучей натуралист Финч, наблюдавший за ними на скалистом побережье Тихого океана недалеко от Сан-Франциско: «Они часто соскальзывают в море прямо с вершины скалы и, как дельфины, начинают играть среди волн. Они выпрыгивают из воды, опрокидываются навзничь, ныряют, гоняются и нападают друг на друга, затевая возню…» А. Брэм пишет, что тюлени плавают со скоростью хищной рыбы, быстро повёртываясь назад и в стороны, при этом могут по полчаса стоять в воде неподвижно на одном месте. Передними ластами тюлени работают, как рыба плавниками. Задние ласты они то сдвигают вместе, то отбрасывают в стороны, подвигаясь вперёд. Задним ластам помогают боковые изгибы мускулистой задней части тела. На коротких участках тюлени могут при необходимости развивать скорость до 24 км/ч. Тюлени прекрасно ныряют; чемпионом по глубине и продолжительности погружений является тюлень Уэдделла, который достигает глубины 600 м, оставаясь под водой более часа. Брэм также рассказывает: «Тюлени, бывшие в неволе на моём попечении, обыкновенно не оставались под водой более пяти-шести минут, и то лишь в том случае, если спали. Тюлени действительно спят под водой, но не глубоких местах. Сделав несколько ударов ластами, они поднимаются на поверхность воды, не открывая глаз, набирают воздух в лёгкие и опять опускаются на дно. Через пять-шесть минут они снова поднимаются, выдыхают испорченный воздух и вдыхают запас свежего. Так они спят подолгу в воде, подымаясь и опускаясь, по-видимому, автоматически. Могут они спать и лёжа на поверхности воды».

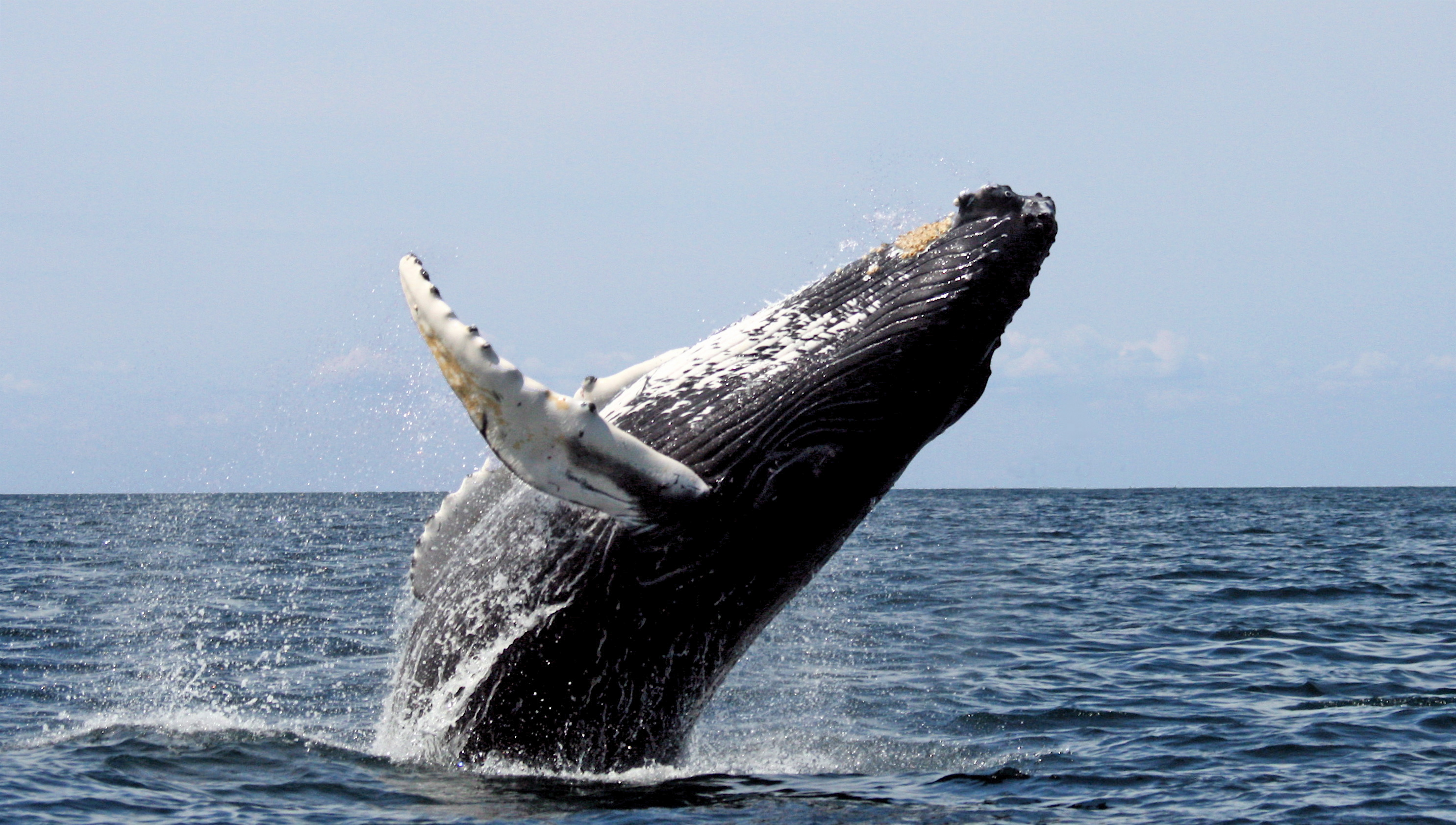
Горбатый кит

Если ластоногие хотя бы около трети своей жизни проводят на суше, то китообразные совсем не способны передвигаться по земле, не могут покидать воду. К инфраотряду китообразных принадлежат самые крупные из сохранившихся на земле животных. По внешнему виду они похожи на гигантских рыб и так же, как рыбы, легко и быстро они плавают в воде. Наименьшее сопротивление воды при плавании китообразным обеспечивает обтекаемое тело торпедовидной или каплевидной формы. Этому же способствуют исчезновение волосяного покрова и ушных раковин. Кожа китообразных отличается большой упругостью, эластичностью и несмачиваемостью, что уменьшает трение при быстром плавании. Голова обычно массивная; заканчивается тупо, заострена или вытянута в «клюв» (рострум). Голова почти без видимого шейного перехвата переходит в туловище, которое постепенно сужается в хвостовой стебель. Передние конечности превратились в плоские и жёсткие грудные плавники (ласты), которые служат в основном «рулями глубины», а также обеспечивают повороты и торможение. Кистевые части ласт внешне не расчленены, а иногда и сращены внутри. Свободные задние конечности атрофировались. Хвостовая часть тела латерально уплощена; она очень гибкая и мускулистая, служит основным локомоторным органом. На её конце имеются парные, горизонтальные хвостовые лопасти. Хвостовой плавник кита, расположенный плашмя, а не ребром, как у рыб, способен совершать вращательные движения наподобие корабельного винта. Кроме того, у большинства видов на спине находится непарный спинной плавник, который служит своеобразным стабилизатором при плавании. Хвостовые и спинной плавник относятся к кожным образованиям и лишены скелета; внутри них находится хрящевая ткань. Грудные, спинной и особенно хвостовой плавники обладают переменной упругостью, которая обеспечивается особыми кровеносными сосудами. Упругость плавников зависит от скорости плавания.

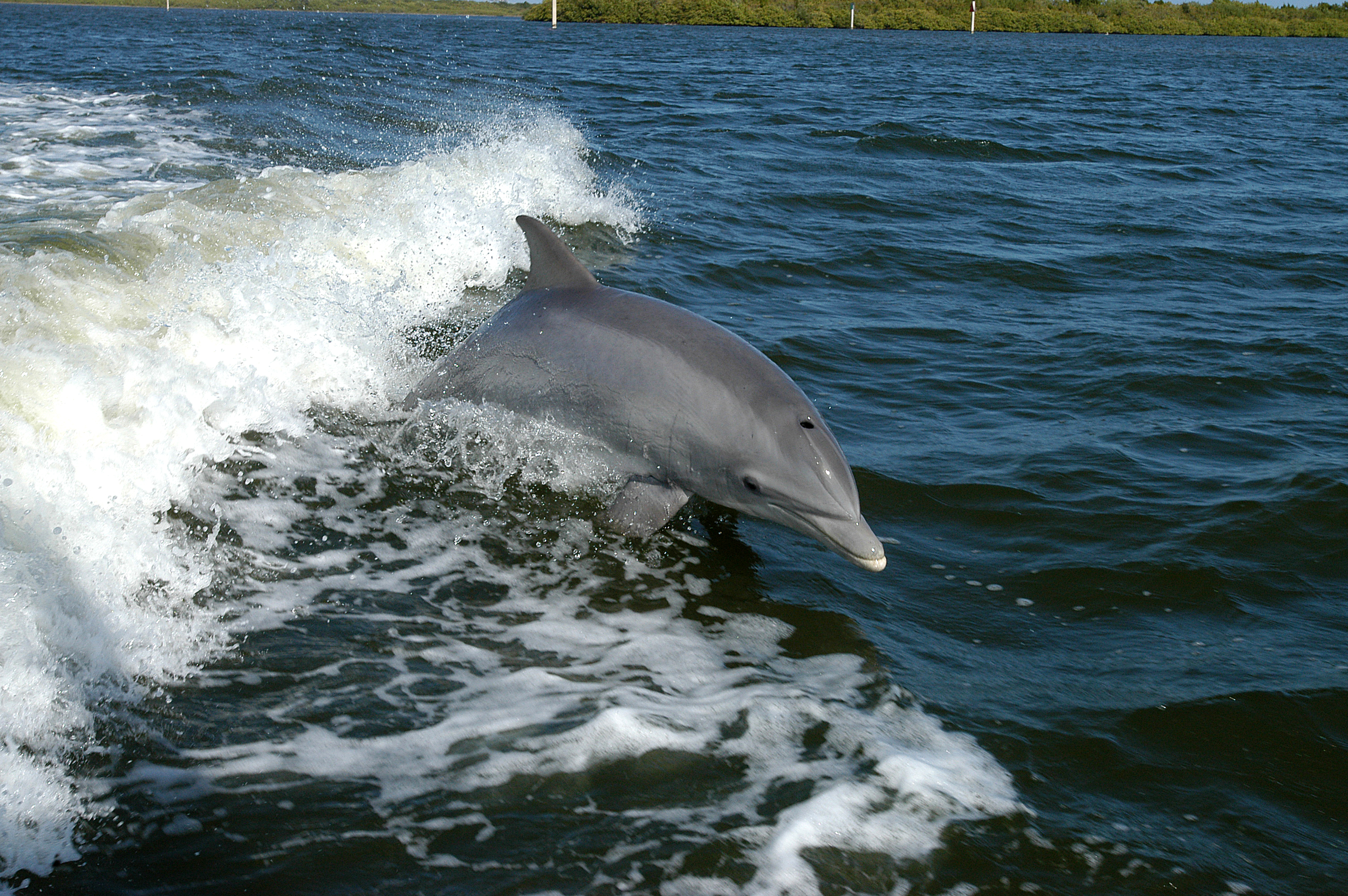
Длинноклювый дельфин

Особой подвижностью и склонностью к играм в водной стихии отличаются от других своих сородичей дельфины. Стада дельфинов приближаются к морским кораблям, кружатся около них, непрерывно ныряют и возвращаются на поверхность. Вот как это описывает натуралист Пехуэль-Леше: «Весёлые животные плывут длинной и относительно узкой вереницей, легко прорезывая волны. Они спешат, словно вперегонки, и успевают при этом ещё делать резвые прыжки. Блестящие тела их время от времени описывают в воздухе дугу, падают в воду и снова взлетают над нею. Самые ловкие кувыркаются в воздухе, очень забавно махая при этом хвостом. Другие ложатся на бок или на спину. Наконец, третьи прыгают совершенно вертикально, поднимаясь из воды несколько раз подряд, и словно танцуют, опираясь на свой сильный хвост».
В отличие от дельфинов, собирающихся в многочисленные стаи, косатки держатся небольшими группами, от четырёх до десяти штук. Ещё раз обратимся к описанию Пехуэль-Леше: «Когда видишь, как эти разбойники плывут по волнующемуся морю и, грациозно двигаясь по воде, то высоко поднимаются на гребни волн, то низко опускаются между ними, невольно вспоминаешь красивый полёт ласточек. Это сравнение ещё больше подтверждается одинаковым расположением цветов у тех и других: спина чёрная, низ белый. Косатки — самые красивые из китообразных. Они очень долго остаются под водой и затем около пяти минут держатся на поверхности воды, выпуская от трёх до десяти раз короткие и мало заметные фонтаны».
Кашалоты в быстроте движений мало уступают другим китообразным — даже в спокойном плавании они проходят от 5 до 10 км в час. При спокойном плавании кашалот движется под водой бесшумно, но когда спешит, то так сильно работает хвостом, что голова его то высоко поднимается над водой, то глубоко опускается вниз. Нередко кашалот становится в воде отвесно, высоко выставляя свою голову или хвостовой плавник. Иногда он с большой силой выскакивает из воды по два-три раза подряд, после чего надолго уходит в глубину.

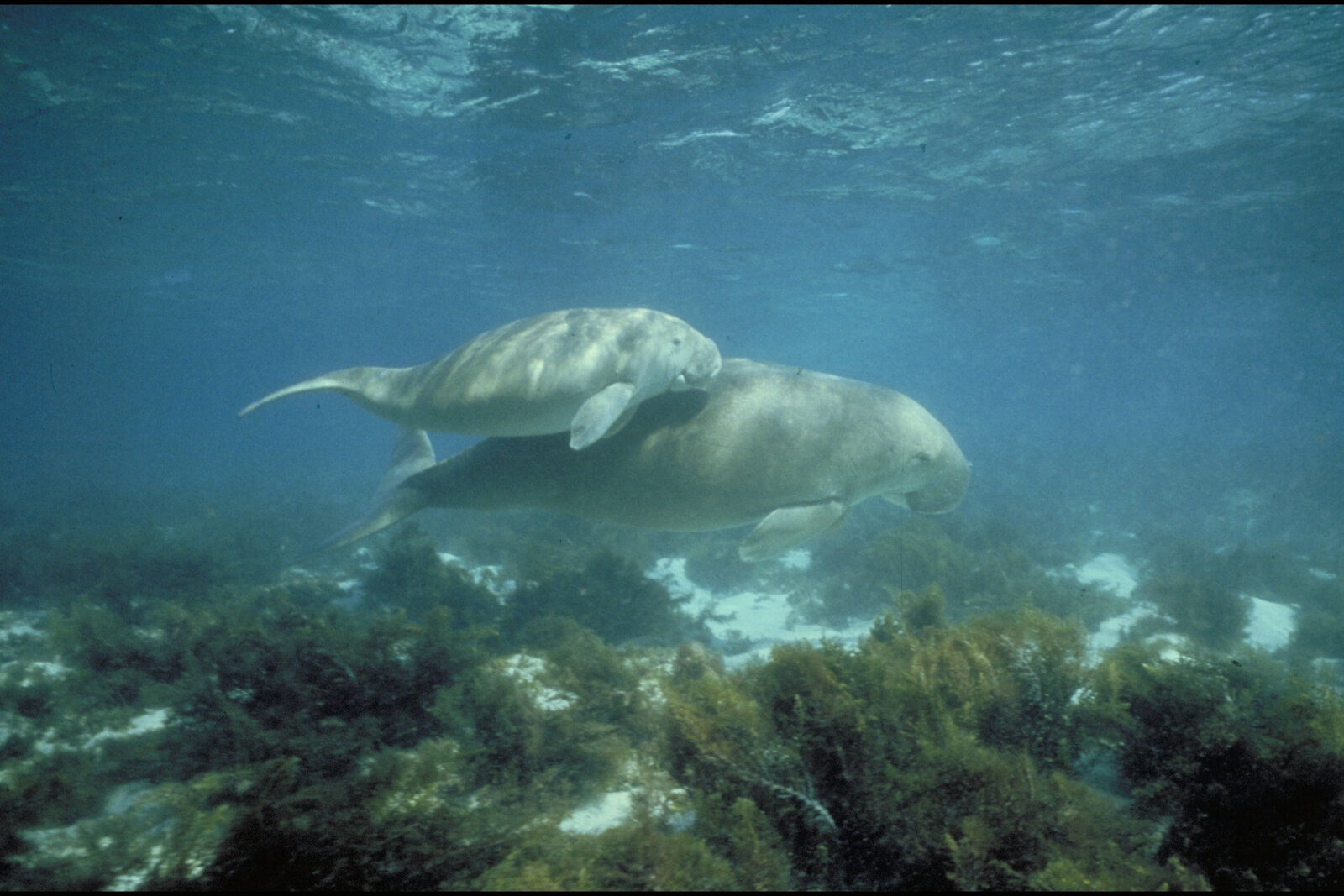
Самка дюгоня с детёнышем

Третьим крупным таксоном водных млекопитающих, наряду с китообразными и ластоногими, являются сирены. Как и китообразные, они вообще не могут передвигаться по суше. Их передние конечности превратились в плавники, а задние в ходе эволюции полностью исчезли. Спинного плавника, как у некоторых видов китов, у сирен нет. Хвост преобразился в плоский задний плавник.
Для передвижения в воде люди используют более широкий диапазон движений, чем другие неводные животные. Напротив, многие обезьяны могут естественно плавать, и некоторые, такие как обезьяна носач, макак-крабоед и Макак-резус плавают регулярно.
Некоторые породы собак плавают. Umbra, собака (чёрный лабрадор) поставившая мировой рекорд, проплыла 4 мили (6.4 км) за 73 минуты. Хотя большинство кошек ненавидит воду, взрослые кошки — хорошие пловцы. Кошка-рыболов — одна из разновидностей дикой кошки, которая адаптировалась к водному или полуводному образу жизни. Тигры и некоторые ягуары — единственные, способные войти в воду с готовностью, хотя наблюдались случаи плавания и других больших кошек, включая львов. Некоторые виды домашних кошек, такие как Turkish Van, тоже плавают.
Лошади, лоси и вапити — очень сильные пловцы, и могут совершать водные путешествия на большие расстояния. Слоны тоже способны плавать, даже в глубоких водах. Свидетели подтверждают, что верблюды, включая одногорбых и двугорбых верблюдов, могут плавать, несмотря на то, что в их естественных средах обитания мало глубоководных мест.

## Пресмыкающиеся

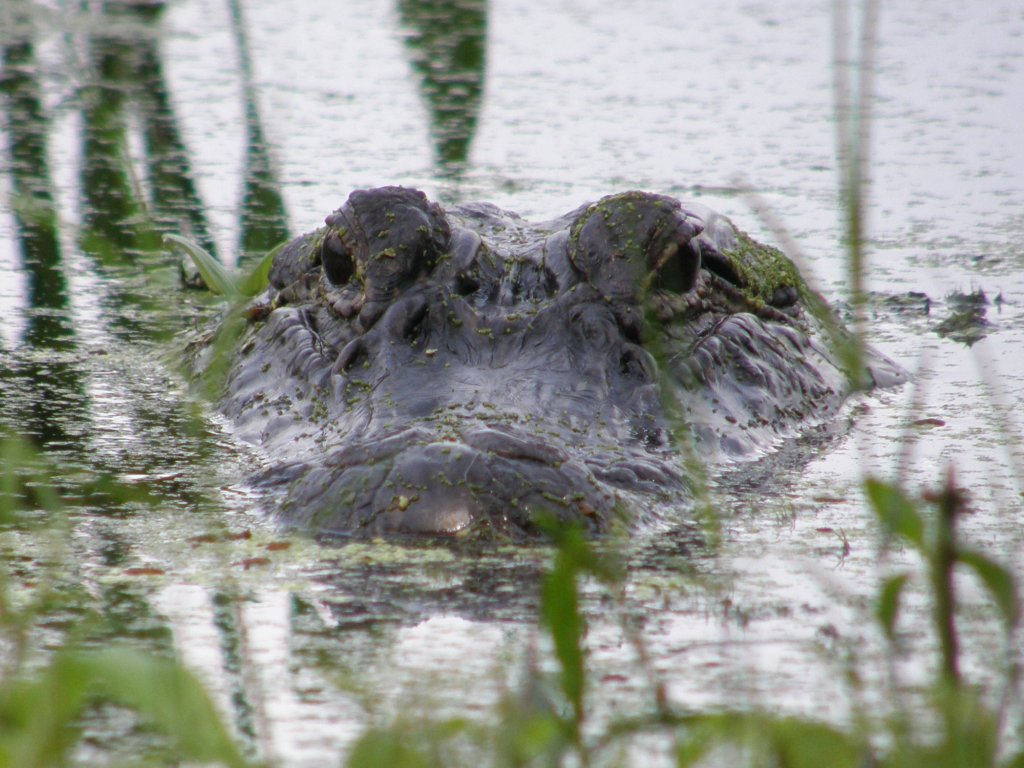
Аллигатор в водоёме

Полуводный образ жизни ведут все современные крокодилы. Их тело адаптировано к обитанию в водной среде: голова плоская, с длинным рылом; туловище приплюснутое; хвост мощный, сжатый с боков; ноги довольно короткие. Пальцы на конечностях соединены перепонкой. Глаза расположены на верхней части головы, так что животное может выглядывать из воды, выставляя наружу только ноздри и глаза; ноздри и ушные отверстия под водой закрываются подвижными клапанами. В воде крокодилы движутся с помощью хвоста.

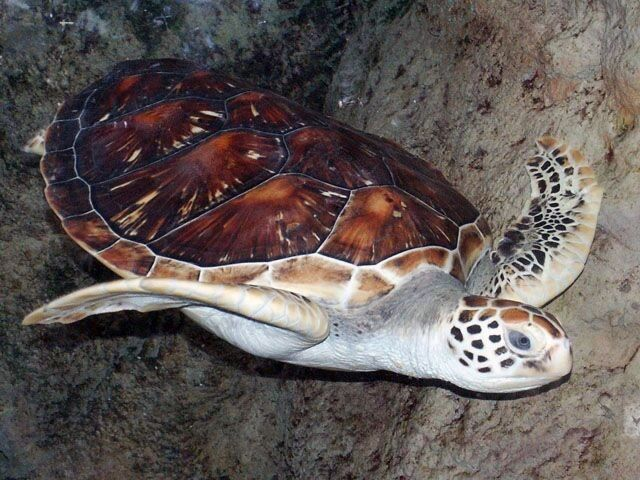
Зелёная черепаха

Большинство современных черепах ведёт полуводный образ жизни, они населяют реки, озёра, болота, опреснённые заливы. Морские черепахи, исключая период размножения, живут в океане. У пресноводных видов конечности более подвижные, их пальцы соединяются плавательными перепонками. У морских черепах ноги преобразованы в ласты. В процессе эволюции у черепах развился подобный баттерфляю стиль плавания.
Многие разновидности змей являются водными и проживают всю жизнь в воде, но все наземные змеи — также превосходные пловцы. Большие взрослые анаконды ведут водный образ жизни и испытывают трудности, оказываясь на суше.

## Водоплавающие птицы

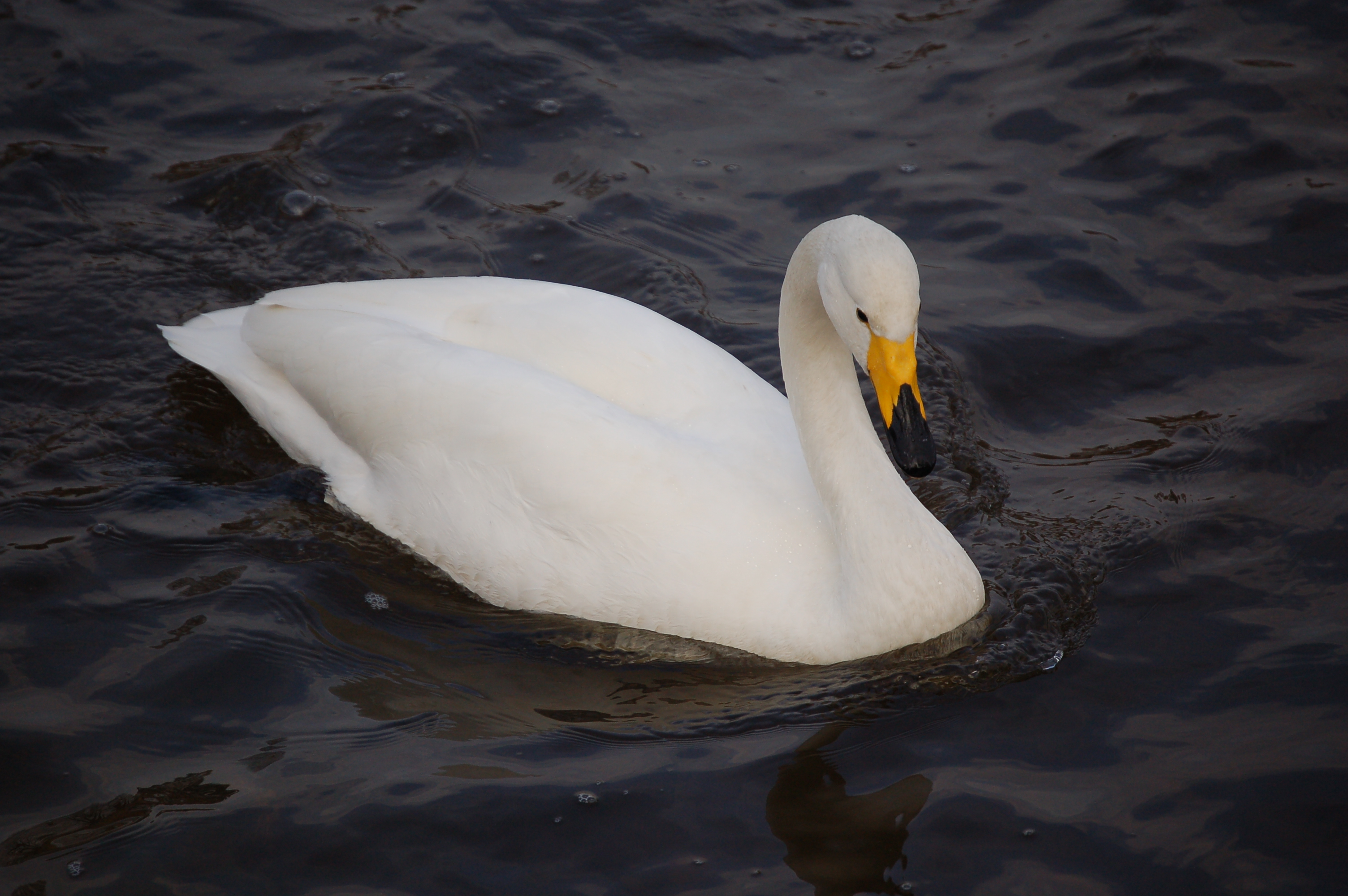
Лебедь-кликун (Cygnus cygnus)

Водный образ жизни ведут все представители пяти отрядов птиц (гусеобразные, гагарообразные, поганкообразные, пеликанообразные, пингвинообразные, а также некоторые журавлеобразные и ржанкообразные, например чайки и крачки). Сходный образ жизни привёл у многих из них к формированию сходных черт. Прежде всего это наличие кожной перепонки между пальцами, весьма плотного оперения и развитой копчиковой железы, секрет которой используется для ухода за перьями и придания им водоотталкивающих свойств.

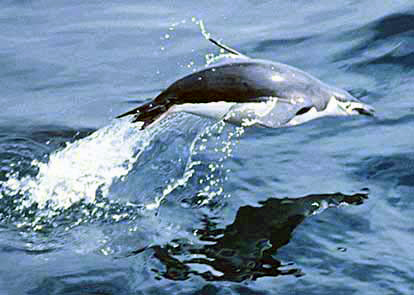
Антарктический пингвин (Pygoscelis antarctica) прекрасно плавает под водой

Плавание птиц под водой может выполняться при помощи крыльев (у пингвинов, чистиковых, ныряющих буревестников (Pelecanoididae)) или лап (у баклановых, поганок, гагарообразных и некоторых питающихся рыбой уток). Как правило, птицы, использующие крылья, движутся быстрее. Использование крыльев или лап при движении под водой приводит к ухудшению других функций: так, например, гагарообразные и поганки по земле передвигаются с трудом, пингвины не умеют летать, а чистиковые хоть и летают, но делают это маломанёвренно и неуклюже.